# Eusparassus walckenaeri
Eusparassus walckenaeri ist eine Spinnenart aus der Familie der Riesenkrabbenspinnen. Die Art ist die einzige im östlichen Mittelmeerraum vorkommende Vertreterin der Gattung.

## Beschreibung
Weibchen dieser großen Art erreichen eine Beinspannweite von etwa 11 cm. Männchen bleiben etwas kleiner und sind deutlich zierlicher, unterscheiden sich bezüglich der Färbung aber nicht von den Weibchen. Die Grundfarbe des gesamten Körpers und der Beine ist hellbeige bis cremefarben. Der Vorderkörper (Prosoma) zeigt oberseits randnahe, große dunkelbraune Flecken und ein dunkles Mittelband. Der längsovale Hinterkörper (Opisthosoma) ist seitlich unregelmäßig fein braun gefleckt oder gestrichelt und zeigt in der Mitte ein braunes, dunkel begrenztes Mittelband, das nach hinten schmaler wird und in einer Reihe feiner Querbänder ausläuft. Die Beine sind breit dunkelbraun geringelt.

## Verbreitung und Lebensraum
Eusparassus walckenaeri besiedelt Teile der mittleren und östlichen Paläarktis von Griechenland und dem östlichen Nordafrika über den Nahen und Mittleren Osten bis Afghanistan. Das Verbreitungsgebiet umfasst die subtropische bis aride Zone.

## Lebensweise
Die Art legt bis zu handtellergroße Wohngespinste unter Steinen oder großen Ästen an, in denen sie sich tagsüber aufhält. Nachts gehen die Tiere in der Umgebung auf die Jagd und sind dann auch regelmäßig im besiedelten Bereich anzutreffen. Die Art klettert sehr gut und wird daher auch regelmäßig an Hauswänden beobachtet. Beute sind vermutlich vor allem größere Insekten.
Nach Beobachtungen in Gefangenschaft geht der Kopulation nur eine sehr kurze Balz des Männchens voraus. Nach wenigen Berührungen durch das Männchen verharrt das Weibchen ruhig. Das Männchen klettert dann „verkehrtherum“ auf den Rücken des Weibchens, so dass es mit dem Kopf zu den Spinnwarzen des Weibchens gerichtet sitzt. Das Männchen lässt sich dann auf eine Seite des Weibchens hinab und führt seinen Bulbus in die Geschlechtsöffnung des Weibchens ein, danach wechselt es auf die andere Seite des Weibchens und wiederholt dort den Vorgang, wobei jeweils der linke Bulbus in die rechte Geschlechtsöffnung eingeführt wird und umgekehrt. In einem Fall wurde das Weibchen etwa 10 Minuten nach der Kopulation wieder aktiv und vertrieb das Männchen. Einige Wochen nach der Kopulation legen die Weibchen an der Decke ihres Verstecks ein Eikokon an, das bis zum Schlupf der Jungspinnen bewacht wird. Danach verlässt das Weibchen das Versteck, die Jungspinnen wandern nach der ersten Häutung ab.

## Bestand und Gefährdung
Die Art ist in ihrem Verbreitungsgebiet offenbar recht häufig, Angaben zu einer Gefährdung liegen nicht vor.